# Chinese Women’s Super League 2018
Die Chinese Women’s Super League 2018 war die zweiundzwanzigste Spielzeit der chinesischen Fußballliga der Frauen gewesen. Titelverteidiger war Dalian Quanjian FC. Die Saison begann am 24. April und endete am 27. November 2018.

## Teilnehmer
| Team                          | Stadt       | Heimstadion                                      | Kapazität | Vorjahresplatzierung |
| ----------------------------- | ----------- | ------------------------------------------------ | --------- | -------------------- |
| Dalian Quanjian FC            | Dalian      | Dalian-Sports-Center-Stadion                     | 61.000    | Meister              |
| Changchun Dazhong Zhuoyue WFC | Changchun   | Development-Area-Stadion                         | 25.000    | 2. Platz             |
| Jiangsu Suning WFC            | Nanjing     | Wutaishan-Stadion                                | 18.500    | 3. Platz             |
| Shanghai SVT WFC              | Shanghai    | Stadion des Baoshan Campus, Shanghai-Universität | n. B.     | 4. Platz             |
| Beijing Baxy FC               | Peking      | Xiannongtan-Stadion                              | 30.000    | 5. Platz             |
| Hebei Ticai                   | Qinhuangdao | Olympisches Sportzentrum Qinhuangdao             | 33.572    | 7. Platz             |
| Wuhan Jiangda WFC             | Wuhan       | Tazi-Lake-Sportcenter                            | n. B.     | 1. Aufsteiger        |
| Henan Huishang WFC            | Luoyang     | Luoyang-Stadion                                  | 39.888    | 2. Aufsteiger        |

## Ausländische Spieler
Jeder Verein darf nur 3 Ausländische und ehemalige Spieler während der Saison verpflichten.
| Mannschaft                    | Spieler 1        | Spieler 2        | Spieler 3 | ehemalige Spieler 1 |
| ----------------------------- | ---------------- | ---------------- | --------- | ------------------- |
| Dalian Quanjian FC            | Sole Jaimes      | Asisat Oshoala   |           |                     |
| Changchun Dazhong Zhuoyue WFC | Cristiane        | Rafaelle         |           |                     |
| Jiangsu Suning WFC            | Shirley Cruz     | Tabitha Chawinga |           |                     |
| Shanghai SVT WFC              |                  |                  |           |                     |
| Beijing Baxy FC               | Verónica Boquete |                  |           |                     |
| Hebei Ticai                   |                  |                  |           |                     |
| Wuhan Jiangda WFC             | Byanca           |                  |           |                     |
| Henan Huishang WFC            | Onome Ebi        |                  |           |                     |

## Reguläre Saison
| Pl. | Verein                        | Sp. | S  | U | N  | Tore    | Diff. | Punkte |
| --- | ----------------------------- | --- | -- | - | -- | ------- | ----- | ------ |
| 1.  | Dalian Quanjian FC (M)        | 14  | 11 | 2 | 1  | 045:130 | +32   | 35     |
| 2.  | Jiangsu Suning WFC            | 14  | 9  | 4 | 1  | 041:900 | +32   | 31     |
| 3.  | Changchun Dazhong Zhuoyue WFC | 14  | 9  | 4 | 1  | 033:140 | +19   | 31     |
| 4.  | Wuhan Jiangda WFC (N)         | 14  | 7  | 0 | 7  | 030:260 | +4    | 21     |
| 5.  | Shanghai SVT WFC              | 14  | 6  | 2 | 6  | 025:160 | +9    | 20     |
| 6.  | Beijing Baxy FC               | 14  | 4  | 3 | 7  | 019:200 | −1    | 15     |
| 7.  | Henan Huishang WFC (N)        | 14  | 2  | 3 | 9  | 014:350 | −21   | 09     |
| 8.  | Hebei Ticai                   | 14  | 0  | 0 | 14 | 004:740 | −70   | 0      |

| Zum 14. Spieltag:                                                                           |                                                    |  |  |
| Meister der CWSL Teilnahme an der Relegation Abstieg in die Chinese Women’s League One 2019 |                                                    |  |  |
|                                                                                             |                                                    |  |  |
| Zum Saisonende 2017:                                                                        |                                                    |  |  |
| (M)                                                                                         | Meister der Chinese Women’s Super League 2017      |  |  |
| (N)                                                                                         | Aufsteiger aus der Chinese Women’s League One 2017 |  |  |

## Relegation
In der Relegation steht der 7. Platzierte der CWSL 2018 gegen den 2. Platzierten der CWLO 2018. Der Gewinner qualifiziert sich für die CWSL 2019.
|                    | Ergebnis |                    |
| ------------------ | -------- | ------------------ |
| Henan Huishang WFC | -:-      | Zhejiang Lander    |
| Zhejiang Lander    | -:-      | Henan Huishang WFC |